# Vanja Marinković
Vanja Marinković (in serbo Вања Маринковић?; Belgrado, 9 gennaio 1997) è un cestista serbo.

## Carriera
È stato selezionato dai Sacramento Kings al secondo giro del Draft NBA 2019 (60ª scelta assoluta).
Con la Serbia ha disputato i Campionati europei del 2022.

## Statistiche

### Eurolega
| Anno      | Squadra        | PG  | PT | MP   | TC%  | 3P%  | TL%  | RP  | AP  | PRP | SP  | PP   |
| --------- | -------------- | --- | -- | ---- | ---- | ---- | ---- | --- | --- | --- | --- | ---- |
| 2019-2020 | Valencia       | 27  | 11 | 14,9 | 43,7 | 32,9 | 83,3 | 1,0 | 0,4 | 0,4 | 0,0 | 6,3  |
| 2020-2021 | Valencia       | 15  | 8  | 14,5 | 39,1 | 36,2 | 85,7 | 1,3 | 0,6 | 0,2 | 0,0 | 6,3  |
| 2021-2022 | Saski Baskonia | 26  | 5  | 13,3 | 34,4 | 32,9 | 100  | 0,9 | 0,6 | 0,2 | 0,0 | 3,4  |
| 2022-2023 | Saski Baskonia | 34  | 16 | 19,9 | 44,0 | 40,3 | 81,0 | 1,6 | 1,1 | 0,5 | 0,0 | 9,1  |
| 2023-2024 | Saski Baskonia | 37  | 28 | 25,8 | 42,9 | 38,4 | 80,6 | 2,5 | 1,5 | 0,3 | 0,0 | 11,0 |
| 2024-2025 | Partizan       | 21  | 13 | 22,9 | 46,3 | 39,2 | 65,0 | 1,6 | 1,2 | 0,6 | 0,1 | 7,3  |
| Carriera  | Carriera       | 160 | 81 | 19,2 | 42,5 | 37,5 | 79,9 | 1,6 | 1,0 | 0,4 | 0,0 | 7,6  |

### Eurocup
| Anno      | Squadra  | PG | PT | MP   | TC%  | 3P%  | TL%  | RP  | AP  | PRP | SP  | PP   |
| --------- | -------- | -- | -- | ---- | ---- | ---- | ---- | --- | --- | --- | --- | ---- |
| 2014-2015 | Partizan | 10 | 4  | 14,7 | 34,5 | 35,7 | 71,4 | 1,9 | 0,5 | 0,4 | 0,0 | 5,5  |
| 2017-2018 | Partizan | 8  | 8  | 28,5 | 48,7 | 40,0 | 92,3 | 3,6 | 1,4 | 0,2 | 0,6 | 12,5 |
| 2018-2019 | Partizan | 16 | 15 | 29,1 | 39,5 | 35,6 | 72,7 | 2,2 | 2,3 | 0,4 | 0,1 | 12,4 |
| Carriera  | Carriera | 34 | 27 | 24,7 | 40,8 | 36,8 | 76,6 | 2,5 | 1,6 | 0,4 | 0,2 | 10,4 |

## Palmarès
- Campionato serbo: 2

Partizan Belgrado: 2013-14, 2024-25
- Coppa di Serbia: 2

Partizan Belgrado: 2018, 2019
- Lega Adriatica: 1

Partizan: 2024-25